# Tacarcuna
Tacarcuna, biljni rod iz porodice filantusovki (Phyllanthaceae). Sastoji se od tri vrste drveća iz tropske Amerike.
Rod je s ukupno tri vrste, koje su opisane 1989.

## Vrste
1. Tacarcuna amanoifolia Huft, Kolumbija (Amazonas, Caquetá, Casanare, Meta); Peru
2. Tacarcuna gentryi Huft, Panama; Kolumbija (Magdalena)
3. Tacarcuna tachirensis Huft, Venezuela (Tachira)